# Milizia nazionale rivoluzionaria
La Milizia Nazionale Rivoluzionaria (in spagnolo Milicias Nacionales Revolucionarias, MNR) è un'organizzazione paramilitare di Cuba il cui compito è la mobilitazione della popolazione nella difesa dell'isola dalle minacce esterne e la difesa degli obiettivi civili dai tentativi controrivoluzionari prevedibilmente provenienti dagli Stati Uniti o da altri paesi dei Caraibi.